# Globus hystericus
Globus hystericus uttrycker en instängd gråt, en "klump i halsen". Begreppet som antyder en somatisk aspekt används inte längre, ICD-10, utan har ersatts av globus dysfagi eller enbart globus. 
Globus "klump i halsen" innebär många gånger att diafragman är försvagad, vilket leder till att muskulaturen i svalg och matstrupe inte fungerar optimalt. När muskulaturen i matstrupen är försvagad påverkas även den översta muskeln i matstrupen, matstrupsmunnen, Posterior Esophagus Sphincter (PES). PES är placerad ungefär bakom halsgropen. Vid diafragmabråck ligger PES på spänn, kan inte slappna av, vilket ger en känsla av kramp eller klump i halsen. Förutom att ge känsla av kramp och klumpkänsla i halsen är det även vanligt att fastare konsistenser på mat lättare hamnar i fel strupe (luftstrupen). Detta leder som regel till hosta och felsväljning. Den vanligaste orsaken till detta besvär är ett diafragmabråck men det är viktigt att undersöka orsaken så att klumpkänslan i halsen inte beror på någon skada eller sjukdom. Många som har klumpkänsla i halsen får även svårt att svälja, dysfagi. Har man alltid svårt att svälja är det viktigt att söka vård för utredning av orsak. 

### Allmänna källor
- Definition of Globus hystericus - MedicineNet.com
- (PDF) Internationell statistisk klassifikation av sjukdomar och hälsoproblem (ICD-10-SE) (2). Västerås: Socialstyrelsen. 2011. sid. 183. Libris 12086381. ISBN 978-91-86585-63-1. Arkiverad från originalet den 10 augusti 2013. https://web.archive.org/web/20130810030814/http://www.socialstyrelsen.se/Lists/Artikelkatalog/Attachments/18172/2010-11-13.pdf. Läst 24 februari 2012 Arkiverad 10 augusti 2013 hämtat från the Wayback Machine.